# Chilo mesoplagalis
Chilo mesoplagalis là một loài bướm đêm trong họ Crambidae.